# Лисов Михайло Павлович
Михайло Павлович Лисов (рос. Михаи́л Па́влович Лысо́в, нар. 29 січня 1998, Владимир) — колишній російський футболіст, лівий захисник.
Виступав, зокрема, за московський «Локомотив» та молодіжну збірну Росії.
Чемпіон Росії. Володар Кубка Росії. Володар Суперкубка Росії. 

## Клубна кар'єра
У 7 років був відданий батьками в школу владимирського «Торпедо». Пробившись із командою до фінальної частини турніру дитячих команд «Локобол», Лисов зацікавив селекціонерів організатора турніру — московського «Локомотива» — куди незабаром і перейшов. У сезоні 2015/16 у складі «Локомотива» виграв чемпіонат молодіжних команд. Взимку 2017 року вперше було притягнуто до зборів з основою, а 18 липня 2017 дебютував у Прем'єр-лізі в матчі проти тульського «Арсенала», вийшовши на поле на 58-й хвилині замість Антона Міранчука. Лисов ще в «молодіжці» мав репутацію універсального футболіста, граючи в ролях нападника, центрального і опорного півзахисника, проте в команді Юрія Сьоміна перейшов на позицію лівого захисника, конкуруючи з Мацєєм Рибусом. За підсумками першого сезону в дорослій команді провів 18 матчів і став чемпіоном Росії. За підсумками сезону 2018 Лисов увійшов до списку найдорожчих молодих футболістів з Росії за версією порталу Transfermarkt, а також в розширений список номінантів на премію Golden Boy.
Восени 2020 року був змушений призупинити виступи через проблеми зі здоров'ям, а 22 липня 2021 року 23-річний футболіст оголосив про завершення кар'єри через проблеми з судинами.

## Виступи за збірні
2013 року дебютував у складі юнацької збірної Росії (U-15), загалом на юнацькому рівні взяв участь у 38 іграх, відзначившись 3 забитими голами.
З 2017 до 2021 року залучався до складу молодіжної збірної Росії. На молодіжному рівні зіграв у 12 офіційних матчах.

## Статистика виступів

### Статистика клубних виступів
| Сезон             | Команда              | Чемпіонат         | Чемпіонат | Чемпіонат | Національний кубок | Національний кубок | Національний кубок | Континентальні кубки | Континентальні кубки | Континентальні кубки | Інші змагання | Інші змагання | Інші змагання | Усього | Усього | Усього |
| Сезон             | Команда              | Ліга              | Ігор      | Голів     | Ліга               | Ігор               | Голів              | Ліга                 | Ігор                 | Голів                | Ліга          | Ігор          | Голів         | Ігор   | Голів  |        |
| ----------------- | -------------------- | ----------------- | --------- | --------- | ------------------ | ------------------ | ------------------ | -------------------- | -------------------- | -------------------- | ------------- | ------------- | ------------- | ------ | ------ | ------ |
| 2017–18           | «Локомотив» (Москва) | ПЛ                | 10        | 0         | КІ                 | 1                  | 0                  | ЛЄ                   | 3                    | 0                    | СКР           | 0             | 0             | 14     | 0      |        |
| Усього за кар'єру | Усього за кар'єру    | Усього за кар'єру | 10        | 0         |                    | 1                  | 0                  |                      | 3                    | 0                    |               | 0             | 0             | 14     | 0      |        |

## Титули і досягнення
- Чемпіон Росії (1):

«Локомотив» (Москва): 2017–2018
- Володар Кубка Росії (1):

«Локомотив» (Москва): 2018–2019
- Володар Суперкубка Росії (1):

«Локомотив» (Москва): 2019